# 毛胸溝腳猿金花蟲
毛胸溝腳猿金花蟲（学名：Basilepta cornuta）为金花蟲科溝腳猿金花蟲屬下的一个种。